# 白崇禧公馆

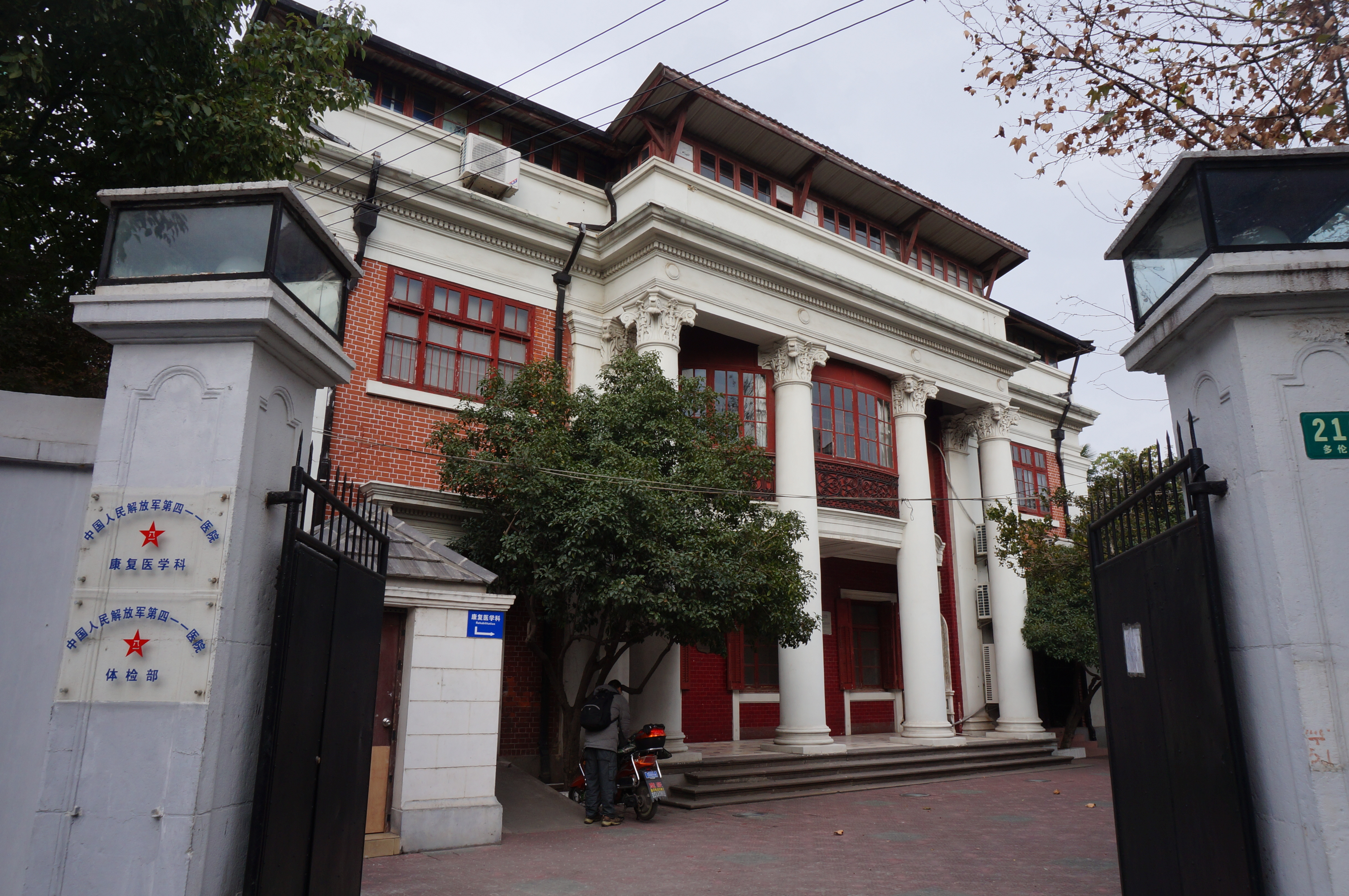

白崇禧公馆是中国上海的一座历史建筑，位于虹口区多伦路210号。

## 历史
建于1920年代，原来属于广东中山商人唐林生，新古典主义建筑风格，立面有四根宏伟的科林斯柱式巨柱。抗战后曾为白崇禧将军公馆，后为海军411医院康复理疗医学中心。
2003年，该建筑被上海市政府列为第四批上海市优秀历史建筑。